# Tumbes
Tumbes är en stad i nordvästra Peru, och är den administrativa huvudorten för både ett departement och en provins med samma namn som staden. Folkmängden uppgick till 111 595 invånare 2015. Staden är belägen vid Tumbesfloden, nära dess utlopp i Stilla havet. 